# Sandman (Marvel Comics)
Sandman, vlastním jménem William Baker, známý též jako Flint Marko, je postava profesionálního kriminálníka ze světa Marvel Comics. Vyrobil ho Stan Lee a Steve Ditko. Poprvé se objevil v komiksu Amazing Spider-Man (Vol. 1) #4 (1963)

## Historie
William Baker se narodil New Yorku. Jeho otec od něj odešel když mu byly 3 roky. Baker se velmi brzy naučil krást a podvádět. Když se stal členem jednoho z gangů, přisvojil si jméno Flint Marko.
Marko se stal významným členem newyorského podsvětí a chtěl si vzít svoji dívku Marcy Conroy. Později byl zatčen za sérii zločinů a dostal několik let ve vězení. Během pobytu ve vězení se Marko stal velmi nepřátelským a dokonce ho opustila jeho dívka kvůli jinému členu z gangu, který se jmenoval Vic Rollins. Marko se Rollinsovi brutálně pomstil, za což byl vsazen do nejstřeženějšího vězení v Ryker's Island. Jednoho dne se mu podařilo utéct přes nehlídanou odvodňovací trubku a chtěl začít nový život. Byl sledován FBI a místní policií.
Marko našel své útočiště na místě, kde probíhaly různé jaderné pokusy. Jednou po výbuchu experimentálního reaktoru dostal několik velice silných dávek radiace. Když se Marko probral z bezvědomí zjistil, že může změnit své tělo na živou písečnou hmotu. Teď mohl snadno provozovat zločineckou činnost, ale dostával se často do konfliktu se Spidermanem.